# Ancyrona japonica
Ancyrona japonica is een keversoort uit de familie schorsknaagkevers (Trogossitidae). De wetenschappelijke naam van de soort werd in 1889 gepubliceerd door Edmund Reitter.